# John Warhurst (Tontechniker)
John Warhurst (* 20. Jahrhundert in Brighouse) ist ein britischer Tontechniker.

## Leben
John Warhurst wuchs in seinem Geburtsort Brighouse in der englischen Grafschaft West Yorkshire auf, wo er die Rastrick High School besuchte. Anschließend studierte er an der University of Huddersfield und machte dort seinen Master in Orchester, Komposition und Arrangement. Warhurst startete seine Karriere als Auszubildender (sound trainee) 2000 bei der Komödie Kevin und Perry tun es. Bereits ein Jahr später arbeitete er zum ersten Mal als assistierender Tontechniker bei dem Fernsehfilm Victoria & Albert, eine Position, die er danach mehrmals ausübte unter anderem bei Harry Potter und die Kammer des Schreckens und Der Herr der Ringe: Die Rückkehr des Königs. Bei dem A&E Fernsehfilm The Magnificent Ambersons, einer Literaturverfilmung des gleichnamigen Romans von Booth Tarkington, gab Warhurst sein Debüt als Musikeditor, der unter anderem dafür verantwortlich ist, den Film und die Musik zu synchronisieren. Auf diese Tätigkeit spezialisierte sich Warhurst anschließend und arbeitete bei weiteren großen Produktionen wie 16 Blocks, Hannibal Rising – Wie alles begann und dem HBO-Fernsehfilm Tsunami – Die Killerwelle. Für seine Arbeit zu diesem Film wurde Warhurst dann bei der 57. Primetime-Emmy-Verleihung in der Kategorie Beste Tonbearbeitung für eine Miniserie, Fernsehfilm oder Spezial gemeinsam mit Julian Slater, Paul Conway, Simon Price, Tony Currie, Peter Gates, Steve Browell, Ben Norrington, Stephen Griffiths, John Fewell und Julie Ankerson nominiert. Jedoch mussten sie sich Begrabt mein Herz an der Biegung des Flusses geschlagen geben.
Für seine Arbeit als Tontechniker bei Les Misérables, einer Verfilmung des gleichnamigen Musicals von Tom Hooper, wurde Warhurst bei der 66. Verleihung der British Academy Film Awards gemeinsam mit Jonathan Allen, Simon Hayes, Andy Nelson, Mark Paterson und Lee Walpole in der Kategorie bester Ton ausgezeichnet. Auch bei der 17. Verleihung der Satellite Awards gewann Warhurst den Preis für den besten Tonschnitt dieses Mal aber nur mit Andy Nelson, Simon Hayes und Lee Walpole. Der Film gewann schließlich auch noch den Oscar in der Kategorie bester Ton, jedoch wurde dieser nicht Warhurst, sondern nur Nelson, Hayes und Paterson zugesprochen.
Für die Queen-Sänger Freddie Mercury Biografie Bohemian Rhapsody war Warhurst 2018 sowohl als Musik- als auch Sound-Editor tätig und war insgesamt mit Nina Hartstone, mit der Warhurst bereits öfter zusammengearbeitet hatte wie z. B. bei Bridget Jones’ Baby seit sie zum ersten Mal 2002 bei The Hours – Von Ewigkeit zu Ewigkeit zusammengearbeitet hatten, für die Tonmischung verantwortlich. Ihre Arbeit, die unter anderem darin bestand die Stimme von Hauptdarsteller Rami Malek wie die von Freddie Mercury klingen zu lassen, wurde sehr gelobt, weswegen Warhurst und Hartstone bei der 72. Verleihung der British Film Awards gemeinsam mit John Casali, Tim Cavagin und Paul Massey in der Kategorie bester Ton ausgezeichnet wurden. Die wichtigste Trophäe seiner Karriere durfte Warhurst aber bei der 90. Oscarverleihung entgegennehmen, als er gemeinsam mit Hartstone den Oscar in der Kategorie bester Tonschnitt für diesen Film gewann.
John Warhurst ist der Vater zweier Kinder und lebt in London.

## Filmografie (Auswahl)
- 2000: Kevin und Perry tun es (Kevin & Perry Go Large)
- 2001: Victoria & Albert (Fernsehfilm)
- 2002: Harry Potter und die Kammer des Schreckens (Harry Potter and the Chamber of Secrets)
- 2002: The Magnificent Ambersons (Fernsehfilm)
- 2002: The Hours – Von Ewigkeit zu Ewigkeit (The Hours)
- 2003: Der Herr der Ringe: Die Rückkehr des Königs (The Lord of the Rings: The Return of the King)
- 2006: 16 Blocks
- 2006: Tsunami – Die Killerwelle (Tsunami: The Aftermath, Fernsehfilm)
- 2007: Hannibal Rising – Wie alles begann (Hannibal Rising)
- 2012: Les Misérables
- 2016: Bridget Jones’ Baby (Bridget Jones’s Baby)
- 2018: Bohemian Rhapsody
- 2019: Cats

## Auszeichnungen (Auswahl)
Oscar:
- 2019: Oscar in der Kategorie Bester Tonschnitt gemeinsam mit Nina Hartstone für Bohemian Rhapsody

BAFTA Awards:
- 2013: Gewinn in der Kategorie Bester Ton gemeinsam mit Jonathan Allen, Simon Hayes, Andy Nelson, Mark Paterson und Lee Walpole für Les Misérables
- 2019: Gewinn in der Kategorie Bester Ton gemeinsam mit Nina Hartstone, John Casali, Tim Cavagin und Paul Massey für Bohemian Rhapsody

Satellite Award:
- 2012: Gewinn in der Kategorie Bester Tonschnitt gemeinsam mit Andy Nelson, Simon Hayes und Lee Walpole für Les Misérables

Primetime Emmy Award:
- 2007: Nominierung in der Kategorie Beste Tonbearbeitung für eine Miniserie, Fernsehfilm oder Spezial gemeinsam mit Julian Slater, Paul Conway, Simon Price, Tony Currie, Peter Gates, Steve Browell, Ben Norrington, Stephen Griffiths, John Fewell und Julie Ankerson für Tsunami – Die Killerwelle